# South Dublin Panthers
I South Dublin Panthers sono una squadra di football americano, di Lucan, in Irlanda; fondati nel 2000 come Dublin Dragons, hanno chiuso nel 2014 per riaprire lo stesso anno col nome South Dublin Panthers.
Hanno disputato lo Shamrock Bowl nel 2019, perdendolo contro i Belfast Trojans.

## Dettaglio stagioni

### Amichevoli
| Stagione | Vin | Par | Per | Tot | PF | PS | avversaria       |
| -------- | --- | --- | --- | --- | -- | -- | ---------------- |
| 2022     | 0   | 0   | 1   | 1   | 13 | 42 | Sealand Seahawks |
| Totale   | 0   | 0   | 1   | 1   | 13 | 42 |                  |

Fonte: Sealand Seahawks

### Tornei nazionali

#### Campionato

##### IAFL/Shamrock Bowl Conference/AFI Premier Division
| Stagione | regular season | regular season | regular season | regular season | regular season | regular season | playoff | playoff | playoff | playoff | playoff | playoff       | playoff         |
|          | Vin            | Par            | Per            | Tot            | PF             | PS             | Vin     | Per     | Tot     | PF      | PS      | risultato     | avversaria      |
| -------- | -------------- | -------------- | -------------- | -------------- | -------------- | -------------- | ------- | ------- | ------- | ------- | ------- | ------------- | --------------- |
| 2005     | 0              | 0              | 8              | 8              | 8              | 301            | -       | -       | -       | -       | -       | -             | -               |
| 2007     | 2              | 0              | 6              | 8              | 52             | 194            | -       | -       | -       | -       | -       | -             | -               |
| 2010     | 0              | 0              | 8              | 8              | 25             | 327            | -       | -       | -       | -       | -       | -             | -               |
| 2011     | 0              | 0              | 8              | 8              | 28             | 364            | -       | -       | -       | -       | -       | -             | -               |
| 2012     | 0              | 0              | 8              | 8              | 8              | 395            | -       | -       | -       | -       | -       | -             | -               |
| 2014     | 1              | 0              | 7              | 8              | 28             | 227            | -       | -       | -       | -       | -       | -             | -               |
| 2015     | 2              | 0              | 6              | 8              | 72             | 177            | -       | -       | -       | -       | -       | -             | -               |
| 2016     | 0              | 0              | 8              | 8              | 19             | 332            | -       | -       | -       | -       | -       | -             | -               |
| 2017     | 2              | 0              | 6              | 8              | 108            | 148            | -       | -       | -       | -       | -       | -             | -               |
| 2018     | 3              | 0              | 5              | 8              | 67             | 150            | 0       | 1       | 1       | 24      | 31      | Wild Card     | Cork Admirals   |
| 2019     | 4              | 0              | 4              | 8              | 160            | 138            | 1       | 1       | 2       | 31      | 30      | Shamrock Bowl | Belfast Trojans |
| 2022     | 4              | 0              | 4              | 8              | 174            | 175            | 0       | 1       | 1       | 6       | 46      | Semifinale    | Dublin Rebels   |
| Totale   | 18             | 0              | 78             | 96             | 751            | 2928           | 1       | 3       | 4       | 61      | 107     |               |                 |

Fonti: Enciclopedia del Football - A cura di Massimo Mezzetti

##### IAFL1 Conference
| Stagione | regular season | regular season | regular season | regular season | regular season | regular season | playoff | playoff | playoff | playoff | playoff | playoff   | playoff    |
|          | Vin            | Par            | Per            | Tot            | PF             | PS             | Vin     | Per     | Tot     | PF      | PS      | risultato | avversaria |
| -------- | -------------- | -------------- | -------------- | -------------- | -------------- | -------------- | ------- | ------- | ------- | ------- | ------- | --------- | ---------- |
| 2013     | 6              | 0              | 2              | 8              | 121            | 37             | -       | -       | -       | -       | -       | -         | -          |
| Totale   | 6              | 0              | 2              | 8              | 121            | 37             | -       | -       | -       | -       | -       |           |            |

Fonti: Enciclopedia del Football - A cura di Massimo Mezzetti

##### IAFA DV8 Development League
| Stagione | regular season | regular season | regular season | regular season | regular season | regular season | playoff | playoff | playoff | playoff | playoff | playoff   | playoff    |
|          | Vin            | Par            | Per            | Tot            | PF             | PS             | Vin     | Per     | Tot     | PF      | PS      | risultato | avversaria |
| -------- | -------------- | -------------- | -------------- | -------------- | -------------- | -------------- | ------- | ------- | ------- | ------- | ------- | --------- | ---------- |
| 2008     | 2              | 0              | 4              | 6              | 149            | 197            | -       | -       | -       | -       | -       | -         | -          |
| 2009     | 3              | 0              | 5              | 8              | 119            | 144            | -       | -       | -       | -       | -       | -         | -          |
| 2011     | 1              | 0              | 2              | 3              | 69             | 51             | -       | -       | -       | -       | -       | -         | -          |
| 2012     | 0              | 0              | 6              | 6              | 20+?           | 102+?          | -       | -       | -       | -       | -       | -         | -          |
| Totale   | 6              | 0              | 17             | 23             | 357+?          | 494+?          | -       | -       | -       | -       | -       |           |            |

Fonti: Enciclopedia del Football - A cura di Massimo Mezzetti

##### Charcoal Cup (flag)
| Stagione | regular season | regular season | regular season | regular season | regular season | regular season | playoff | playoff | playoff | playoff | playoff | playoff   | playoff    |
|          | Vin            | Par            | Per            | Tot            | PF             | PS             | Vin     | Per     | Tot     | PF      | PS      | risultato | avversaria |
| -------- | -------------- | -------------- | -------------- | -------------- | -------------- | -------------- | ------- | ------- | ------- | ------- | ------- | --------- | ---------- |
| 2022     | 3              | 0              | 1              | 4              | 123            | 102            | -       | -       | -       | -       | -       | Campioni  | -          |
| Totale   | 3              | 0              | 1              | 4              | 123            | 102            | -       | -       | -       | -       | -       |           |            |

Fonti: Pagina Facebook ufficiale dei Sealand Seahawks

### Riepilogo fasi finali disputate
| Anno           | Luogo      | Evento                   | Fase del torneo | Incontro                                | Risultato |
| 22 luglio 2018 |            | Shamrock Bowl Conference | Wild Card       | Cork Admirals - South Dublin Panthers   | 31 - 24   |
| 4 agosto 2019  | Donnybrook | Shamrock Bowl Conference | Shamrock Bowl   | South Dublin Panthers - Belfast Trojans | 10 - 24   |
| 24 luglio 2022 |            | AFI Premier Division     | Semifinale      | Dublin Rebels - South Dublin Panthers   | 46 - 6    |